# 怒火地平線
是一部於2016年上映的美國傳記災難驚悚劇情片，由彼得·柏格執導。電影改編自真實事件，描述2010年在墨西哥灣的深水地平線鑽油平臺發生爆炸事件和漏油事故。電影主演包括馬克·華伯格、寇特·羅素、約翰·馬克維奇、吉娜·羅德里奎、狄倫·歐布萊恩與凱特·哈德森。
該片最先於2016年9月13日的多倫多國際影展上首映，並於2016年9月30日在美國上映。

## 劇情
2010年4月20日，由私人承包商泛洋鑽探運營的深水地平線鑽井平台將代表BP公司在路易斯安納州的墨西哥灣完成鑽探工作。首席電子技術員麥克·威廉斯和海上平台安裝經理吉米·哈洛驚訝地發現，負責測試最近完成的油井水泥工程完整性的工人在BP公司經理當奴·維德恩和羅伯特·卡魯扎的以節約成本為由下被提前撤出，更沒有進行與鑽探直接相關的油井水泥結構穩定性評估。發覺不妥的吉米與維德恩會面並說服後者進行負壓測試，測試結果直接表明油井水泥沒有將海底油井完全密封。維德恩即時對測試結果提出異議，並下令進行第二次測試。在得出第二次測試尚且成功後，維德恩隨即命令凱萊布·霍洛威在內的鑽井團隊清除鑽機的鑽井泥漿，並為鑽機進行下一試驗井鑽探作業做好準備。
起初試驗井鑽探操作進展順利，但被公司高層所忽略的油井水泥結構品質因無法承受鑽探所突變的海底油井水壓而崩塌，直接引發了一場大規模的井噴，導致在鑽探前線進行直接監測的隊員基思·曼努埃爾、肖恩·羅什托、羅伊·坎普、卡爾·克萊平格、亞當·韋瑟、戈登·瓊斯當場被高壓井噴的衝擊撞死；同時，鑽井液、沼氣、原油和水的泥漿混合物持續噴發、以極高的壓力完全凌駕了兩度開啟的全封閉防噴器閘板，同時也來不及進行緊急封井措施；再加上鑽井平台總控制室的動態位置操作員安德里亞·弗萊塔斯與和平台總監柯特·库奇塔在緊急事態觀感的各執一詞，引致失控井噴所爆出的龐大沼氣和油氣極速擴散到主發電機室的並致主發電機超載爆炸、點燃了失控井噴所噴出的龐大原油，引發前所未有的連鎖爆炸瞬間吞沒了整個鑽井平台，導致被困在鑽探室機房內部杜威·雷維特、斯蒂芬·柯蒂斯、傑森·安德森和唐納德·克拉克當場葬身火海。目睹事態徹底失控的柯特才連忙向美國海岸防衛隊發出求救信號。隨著井噴和爆炸一發不可收拾，在平台遠處提供支援的達蒙班克斯頓號近海供應船亦因一隻被油污完全覆蓋的鵜鶘撞死在駕駛室內而得知事態嚴重；並在鑽油平台緊急疏散所有成員的時候提供救助隊和接替求救信號在內的所有緊急支援。
與此同時，被井噴爆炸波及的吉米雖然存活亦嚴重受傷，但得到同被爆炸波及而傷勢較輕的麥克協助並趕到了總控制室嘗試挽救頹勢，卻發現鑽機因井噴壓力完全不受控制兼直接摧毀了阻止漏油的最後一道防線的海底油管緊急切斷系統、而且平台結構被爆炸損壞得過於劇烈也摧毀了備用發電系統而無法進行手動操作，而得知整個局勢已無可挽回。作為鑽油平台起重機技師的亞倫·戴爾·伯肯不顧危險主動回到起重機進行手動操作固定起重機，保住了還在緊急撤離當中的其他倖存船員，最終被連鎖爆炸波及、炸出起重機而死；而羅伯特和維德恩在眾人目睹下安全到達救生艇並和其他成員一同離開平台。
另一方面，隨著求救信號送達且有極為明顯的衛星圖像顯示災情，美國海岸防衛隊意識到了這一事件，並派出船隻和飛機營救倖存者，而倖存者大多被救生艇運送到達蒙班克斯頓號進行安置並等待後續支援。到最後一刻才正式撤離的麥克、吉米、安德里亞、柯特、凱萊布五人因救生艇全部滿載撤離而只好改用緊急救生筏準備撤離，但救生筏被鑽井平台連鎖爆炸直接震下海，導致麥克和安德里亞來不及上筏撤離兼致後者恐慌發作。兩人在平台結構被井噴連鎖爆炸徹底摧毀前以高空跳海的方式暫且保住性命，隨後被趕來的救援人員救起、送到達蒙班克斯頓號，所有倖存船員在那里集合以主禱文哀悼犧牲者，並目睹深水地平線鑽井平台在井噴爆炸火光當中緩緩沉沒。
在所有倖存船員送回岸上並集中治療後，平台眾人在酒店大堂與家人團聚；在此期間，麥克遭到其中一名失踪船員的父母極力逼問他的下落，導致他在深受重度自責困擾下恐慌發作。但是麥克的家人及時趕來安慰他，重新冷靜下來的他最後為後續的事故盤問做好準備。
影片以一系列展示災難後果的片段結束，包括來自現實生活中的麥克·威廉斯的證詞以及揭露唐納德·維德林和羅伯特·卡盧扎是僅有兩人因其所作所為而被起訴犯有11起過失殺人罪的消息。並在演職員表出現前優先提及該事故當中所犧牲的11名成員的簡單資料。

## 演員
| 演員                         | 角色                             |
| 馬克·華伯格 Mark Wahlberg    | 麥克·威廉斯 Mike Williams        |
| 寇特·羅素 Kurt Russell       | 吉米·哈洛 Jimmy Harrell          |
| 約翰·馬克維奇 John Malkovich | 唐納·維德恩 Donald Vidrine       |
| 吉娜·羅德里奎 Gina Rodriguez | 安德莉亞·佛雷特斯 Andrea Fleytas |
| 狄倫·歐布萊恩 Dylan O'Brien  | 凱萊布·霍洛威 Caleb Holloway     |
| 凱特·哈德森 Kate Hudson      | 費莉西亞·威廉斯 Felicia Williams |
| 伊森·索普 Ethan Suplee       | 傑森·安德森 Jason Anderson       |
| 史黛拉·艾倫 Stella Allen     | 席妮·威廉斯 Sydney Williams      |

## 發行
2014年10月6日，頂峰娛樂將電影定於2016年9月30日在北美上映。而美國外的地區則由獅門娛樂負責發行。

### 評價
《怒火地平線》贏得了正面好評。爛番茄根據192篇評論，新鮮度83%，平均得分7／10。Metacritic獲得68分，好評居多。IMDb則獲得6.7/10的大致好評

### 票房
《怒火地平線》在美國於2016年9月30日上映，這會與同時上映的《笨賊樂盜家》和《怪奇孤兒院》共同競爭。電影預計於美國首映週末能從三千間戲院中獲得1900萬美元的票房。美國首映週末開出2060萬美元的票房，位居冠軍《怪奇孤兒院》之後。因電影本身的預算較高，所以此成績並不亮眼。在臺灣，臺北市的首映週末票房為新臺幣753萬元，位居第41週的冠軍。
| 上一届： 《怪奇孤兒院》 | 2016年台北週末票房冠軍 第41週 | 下一届： 《地獄》 |

## 榮譽
- 2016年青少年票選獎
  - 電影選擇獎：最受年輕族群期待男演員：狄倫·歐布萊恩
- 第89届奥斯卡金像奖
  - 最佳音效剪辑提名：華利·史蒂曼（英语：Wylie Stateman）和瑞尼·唐達利（英语：Renée Tondelli）

## 外部連結
- 官方网站
- 互联网电影数据库（IMDb）上《怒火地平線》的资料（英文）
- Box Office Mojo上《怒火地平線》的資料（英文）
- 爛番茄上《怒火地平線》的資料（英文）
- Metacritic上《怒火地平線》的資料（英文）
- AllMovie上《怒火地平線》的资料（英文）
- 開眼電影網上《怒火地平線》的資料（繁體中文）
- 时光网上《怒火地平線》的資料（简体中文）
- 豆瓣电影上《怒火地平線》的資料 （简体中文）